# 張強 (國民大會代表)
張強（1895年—1968年），字毅夫，浙江温州人，中华民国政治人物，曾任中華民國第一届國民大會代表、浙江省參議會議長等职。毕业于北京大學法律系，曾任教於東吳大學。1946年3月，中国国民党六届二中全会上，与苗培成提出议案，指责政协决议宪草原则“多不脱欧美宪法之窠臼”，“有违总理三民主义五权宪法之遗教精神”，提议不通过政协宪草。曾于1949年后参加台北市温州同乡会组织。

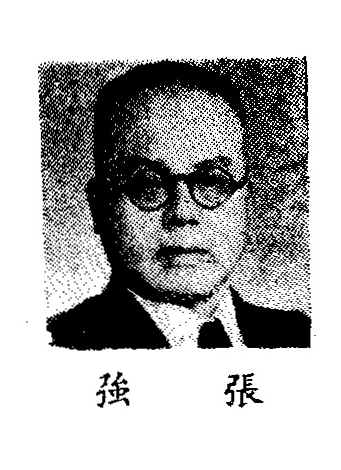